# Arduino Marchetti
Arduino Marchetti (fl. XX secolo) è stato un calciatore italiano, di ruolo attaccante.

## Carriera
Prese parte al campionato di Prima Divisione del 1924-25 con la maglia della Salernitana.
Cominciò a farsi notare tra le file del Foggia, dove compose, con Marchionneschi e Montanari, il cosiddetto Foggia delle 3M, dalle iniziali dei cognomi dei tre giocatori.
Ha disputato la stagione 1930-1931 a Pavia.
Disputò due stagioni in Serie B: nel 1932-1933, col Novara, e nel 1933-1934, col Foggia.
Venne poi ceduto dalla società pugliese alla Torres.